# Espacios naturales de Aragón
Aragón (comunidad autónoma de España) alberga diversos espacios naturales protegidos que se clasifican en: parques nacionales, parques naturales, reservas naturales dirigidas, monumentos naturales, paisajes protegidos y refugios de fauna silvestre. En total dispone de 167.467 ha de espacios naturales protegidos, lo cual supone el 3 % de su extensión (47.719 km²).
Respecto a la Red Natura 2000 en Aragón, esta está constituida por 201 espacios, lo que supone 13.612 km² y el 28 % de su territorio
| Tipo                                                             | Extensión (ha) | % de superficie de la comunidad |
| ---------------------------------------------------------------- | -------------- | ------------------------------- |
| Parques nacionales                                               | 15 608         | 0,33%                           |
| Parques naturales                                                | 119 110,6      | 2,50%                           |
| Reservas naturales dirigidas                                     | 3 615,7        | 0,08%                           |
| Monumentos naturales                                             | 3 866,6        | 0,08%                           |
| Paisajes protegidos                                              | 18 783,05      | 0,39%                           |
| Refugios de fauna silvestre                                      | 8 408          | 0,002%                          |
| Total                                                            | 167 467,95     | 3,51%                           |
| Nótese que la Laguna de Gallocanta está incluida en dos reservas |                |                                 |

## Parque Nacional
| Nombre                 | Provincia | Comarca  | Extensión (ha) | % de superficie de la comunidad | Fecha de declaración | Otros datos de interés                                        | Foto |
| ---------------------- | --------- | -------- | -------------- | ------------------------------- | -------------------- | ------------------------------------------------------------- | ---- |
| Ordesa y Monte Perdido | Huesca    | Sobrarbe | 15.608         | 0,33%                           | 1918, 16 de agosto   | Patrimonio de la Humanidad, Reserva de la Biosfera, LIC, ZEPA |      |
| Total                  | -         | -        | 15.608         | 0,33%                           | -                    | -                                                             |      |

### Ordesa y Monte Perdido

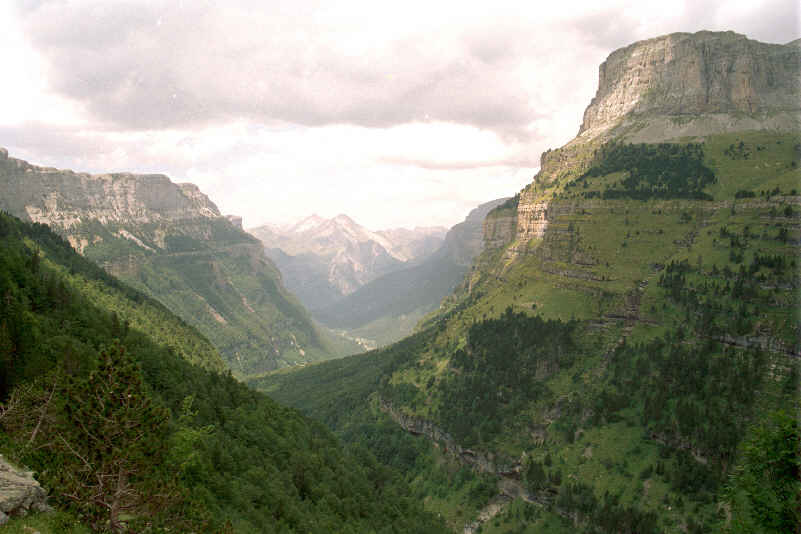
El valle de Ordesa.

Se localiza en el Pirineo oscense, íntegramente en la comarca del Sobrarbe. Se trata del único parque nacional de la comunidad. Se reparte entre los términos municipales de Bielsa, Fanlo, Puértolas, Tella-Sin, Torla-Ordesa y Broto. Recibe una media de más de 600.000 visitantes al año.
Su superficie ocupa 15.608 ha y la zona de protección periférica cuenta con 19.679 ha. Su altitud oscila entre los 700 m s. n. m. en el río Vellós y los 3.355 m s. n. m. del Monte Perdido.
Es el segundo parque nacional más antiguo de España y el que más en Aragón, tras ser declarado el 16 de agosto de 1918 con el nombre de Valle de Ordesa. El 13 de julio de 1982 el parque se amplió y se reclasificó bajo el nombre actual. En 1977 se declaró Reserva de la Biosfera, en 1988 Zona de Especial Protección para las Aves y en 1997 se convirtió en Patrimonio de la Humanidad por la UNESCO. Es también Lugar de Importancia Comunitaria.

## Parques naturales
| Nombre                    | Provincia | Comarca                                                         | Extensión (ha) | % de superficie de la comunidad | Fecha de declaración  | Otros datos de interés | Foto |
| ------------------------- | --------- | --------------------------------------------------------------- | -------------- | ------------------------------- | --------------------- | ---------------------- | ---- |
| Moncayo                   | Zaragoza  | Aranda, Campo de Borja y Tarazona y el Moncayo                  | 11.144         | 0,23%                           | 1978, 27 de octubre   | LIC, ZEPA              |      |
| Posets-Maladeta           | Huesca    | Ribagorza y Sobrarbe                                            | 33.440         | 0,70%                           | 1994, 23 de junio     | LIC, ZEPA              |      |
| Sierra y Cañones de Guara | Huesca    | Alto Gállego, Hoya de Huesca, Sobrarbe y Somontano de Barbastro | 47.453         | 0,99%                           | 1990, 27 de diciembre | LIC, ZEPA              |      |
| Valles Occidentales       | Huesca    | Jacetania                                                       | 27.073         | 0,57%                           | 2006. 27 de diciembre | LIC, ZEPA              |      |
| Total                     | -         | -                                                               | 119 110        | 2,50%                           | -                     | -                      |      |

### Moncayo

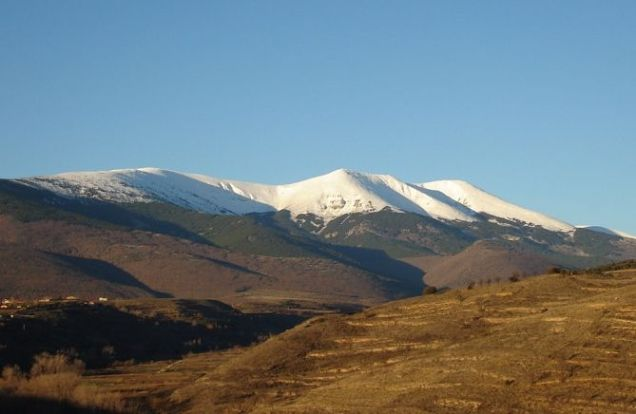
El Moncayo.

Se localiza en la provincia de Zaragoza (Aragón, España), en su límite con la provincia de Soria, ocupando parte de las comarcas de Aranda, Campo de Borja y Tarazona y el Moncayo. Se asienta en las laderas del monte Moncayo, el pico más elevado del sistema Ibérico, concretamente en su vertiente norte, más fría y húmeda. Se distribuye entre los términos municipales de Añón, Calcena, Litago, Lituénigo, Purujosa, San Martín de la Virgen de Moncayo, Talamantes, Tarazona y Trasmoz.
Tiene una extensión de 11.144 ha. La altitud oscila entre los 600 m s. n. m. del río Huecha y los 2.315 m s. n. m. en la cumbre del cerro de San Miguel.
Se creó el 27 de octubre de 1978 como Parque Natural de la Dehesa del Moncayo, cambiando a su denominación actual el 31 de marzo de 1998.
Cuenta con otras figuras de protección como LIC y ZEPA.

### Posets-Maladeta

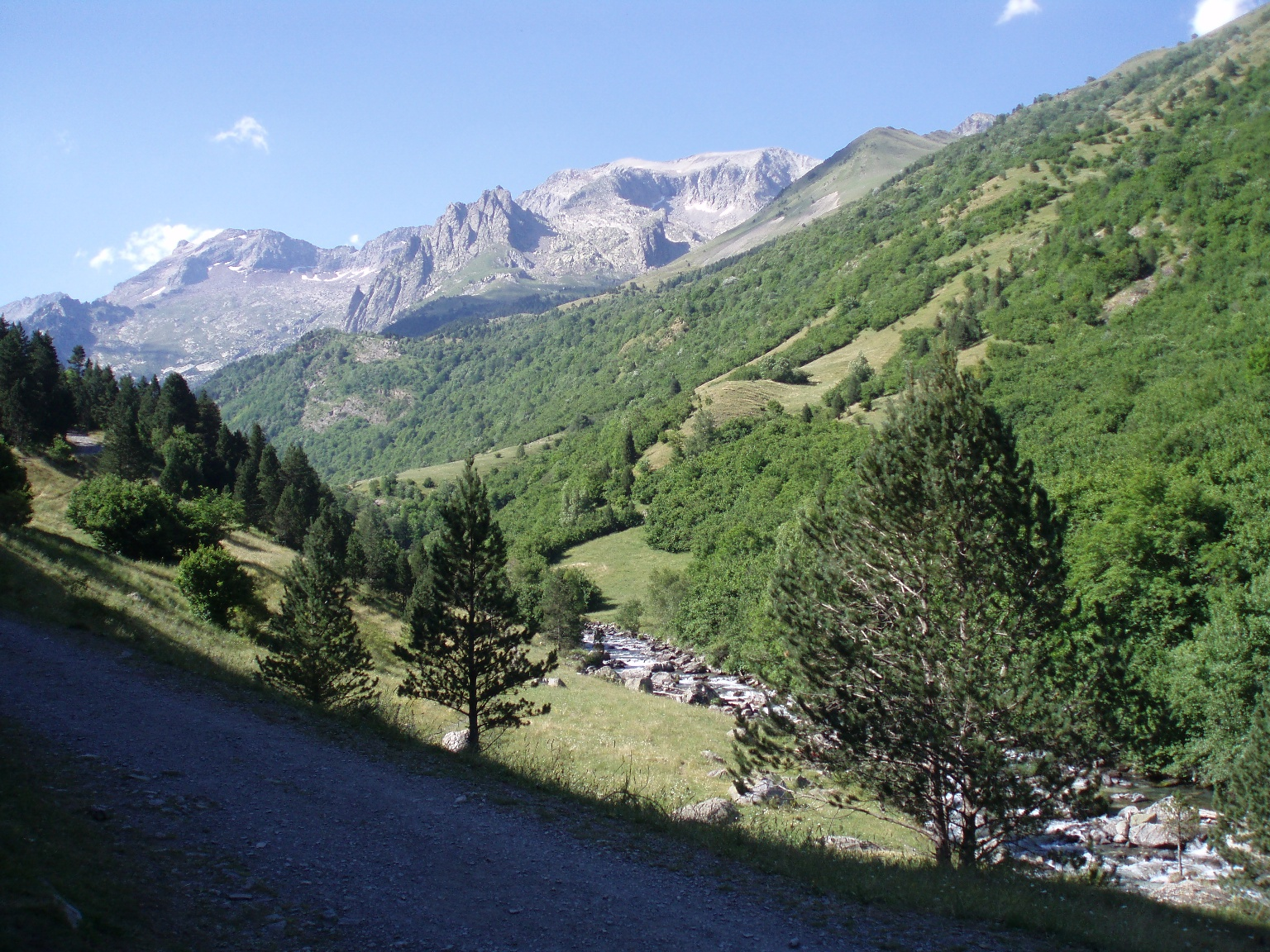
El valle de Estós.

Se localiza al norte de la comarca de Ribagorza y noreste de Sobrarbe, en la Provincia de Huesca. Engloba dos de los macizos más elevado de los Pirineos.
Abarca los términos municipales de Benasque, Gistaín, Montanuy, Sahún y San Juan de Plan. Tiene una extensión de 33.440 ha y su altura oscila entre los 1500 m (en el valle) y los 3.404 m (la cumbre del Aneto, el pico más alto de los Pirineos). También se encuentran en él otros picos como: la Punta d´Astorg (3.355 m), el Pico Maldito (3.350 m), el Pico del Medio (3.346 m), el Pico de Coronas (3.293 m), el Pico de Tempestades (3.290 m), o el Pico del Alba (3.118 m).
Fue creado el 23 de junio de 1994 bajo el nombre de parque de Posets-Maladeta.
Es también LIC y ZEPA.

### Sierra y Cañones de Guara

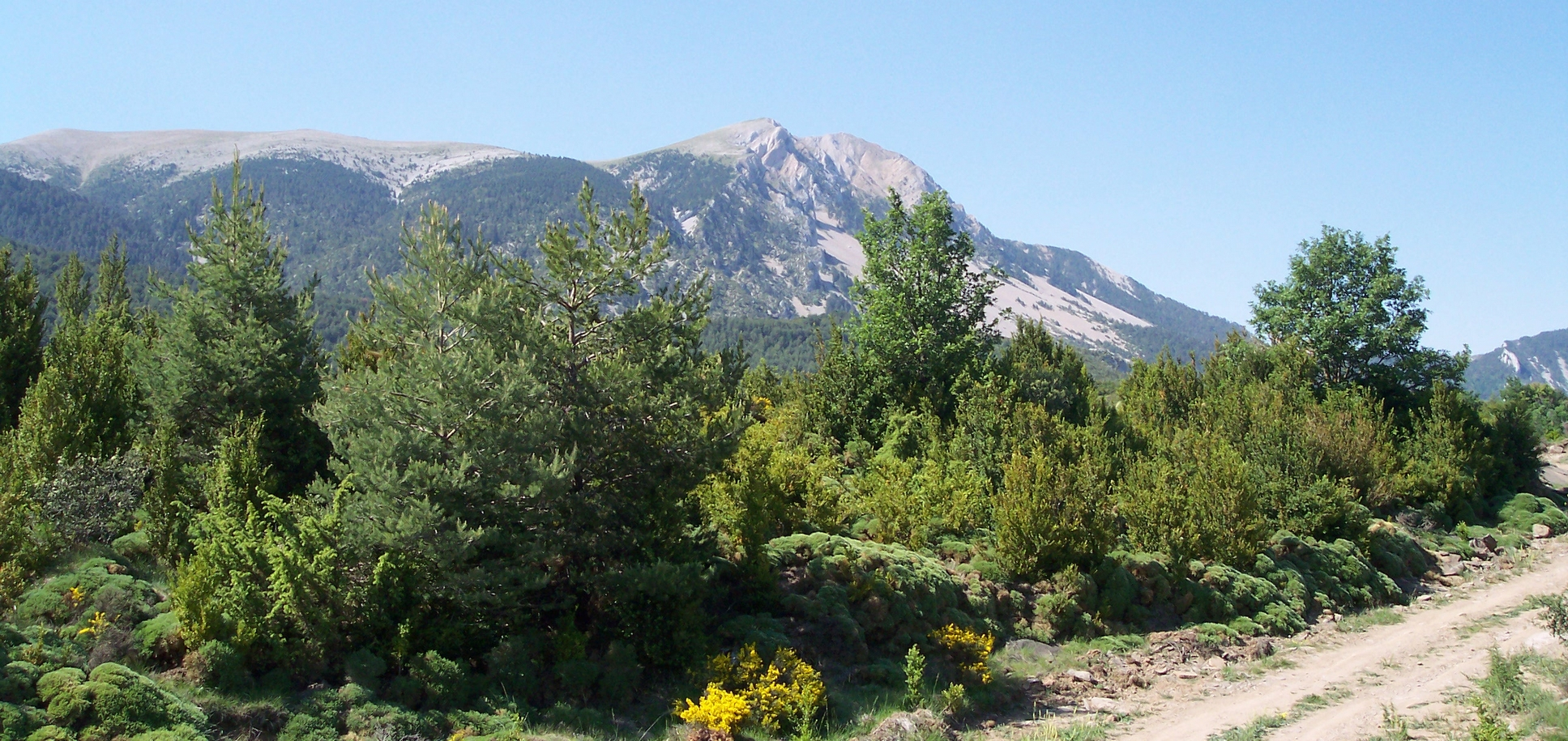
La sierra de Guara.

Se localiza en la provincia de Huesca, en las comarcas de Alto Gállego, Hoya de Huesca, Sobrarbe y Somontano de Barbastro. Abarca los municipios de Abiego, Adahuesca, Aínsa-Sobrarbe, Alquézar, Arguis, Bárcabo, Bierge, Boltaña, Caldearenas, Casbas de Huesca, Colungo, Huesca, Loporzano, Nueno y Sabiñánigo.
Cuenta con 47.453 ha y una zona periférica de protección que comprende otras 33.286 ha, siendo el espacio natural protegido más extenso de la comunidad. Sus cotas de altitud oscilan entre los 430 metros en el río Alcanadre hasta los 2.077 del pico de Guara.
Fue creado el 27 de diciembre de 1990 bajo el nombre de parque natural de la Sierra y Cañones de Guara.
Gracias a su geología, es un lugar propicio para la práctica de barranquismo y escalada.
Es también LIC y ZEPA.

### Valles Occidentales

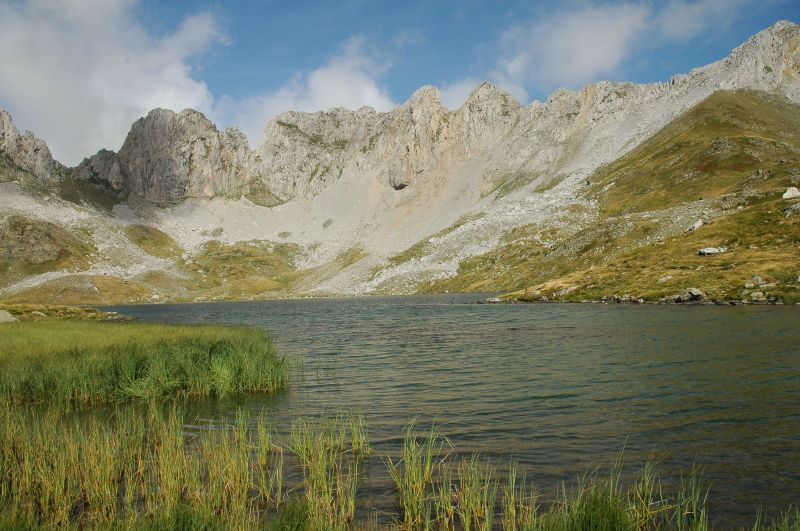
El ibón de Acherito.

Se localiza en el extremo más occidental del Pirineo aragonés, en la comarca de la Jacetania, provincia de Huesca. Abarca los municipios de Aísa, Ansó, Aragüés del Puerto, Borau, Jasa, Valle de Hecho y Canal de Berdún.
Cuenta con 27.073 ha y otras 7.335 de zona periférica de protección. Su altitud oscila entre los 900 m s. n. m. en el fondo de valle y los 2.670 m s. n. m. en la cima del Bisaurín.
Su situación condiciona de manera determinante su clima, de clara influencia atlántica. Por eso la vegetación es húmeda y fresca, con la proliferación de grandes extensiones de hayedos, abetales, bosques de pino negro y tejos.
Todavía resisten algunos ejemplares de oso y es territorio del quebrantahuesos, la nutria, el milano real o el aguilucho pálido.
El parque se creó el 27 de diciembre de 2006.
Es también LIC y ZEPA.

## Reservas naturales dirigidas
| Nombre                    | Provincia         | Comarca                  | Extensión (ha) | % de superficie de la comunidad | Fecha de declaración  | Otros datos de interés                | Foto |
| ------------------------- | ----------------- | ------------------------ | -------------- | ------------------------------- | --------------------- | ------------------------------------- | ---- |
| Laguna de Gallocanta      | Teruel y Zaragoza | Campo de Daroca y Jiloca | 1.924          | 0,04%                           | 2006, 30 de noviembre | LIC, ZEPA, Refugio de Fauna Silvestre |      |
| Saladas de Chiprana       | Zaragoza          | Bajo Aragón-Caspe        | 155            | 0,003%                          | 2006, 30 de noviembre | LIC                                   |      |
| Sotos y Galachos del Ebro | Zaragoza          | Zaragoza                 | 1.536          | 0,03%                           | 1991, 8 de abril      | LIC, ZEPA                             |      |
| Total                     | -                 | -                        | 3.615          | 0,08%                           | -                     | -                                     |      |

### Laguna de Gallocanta

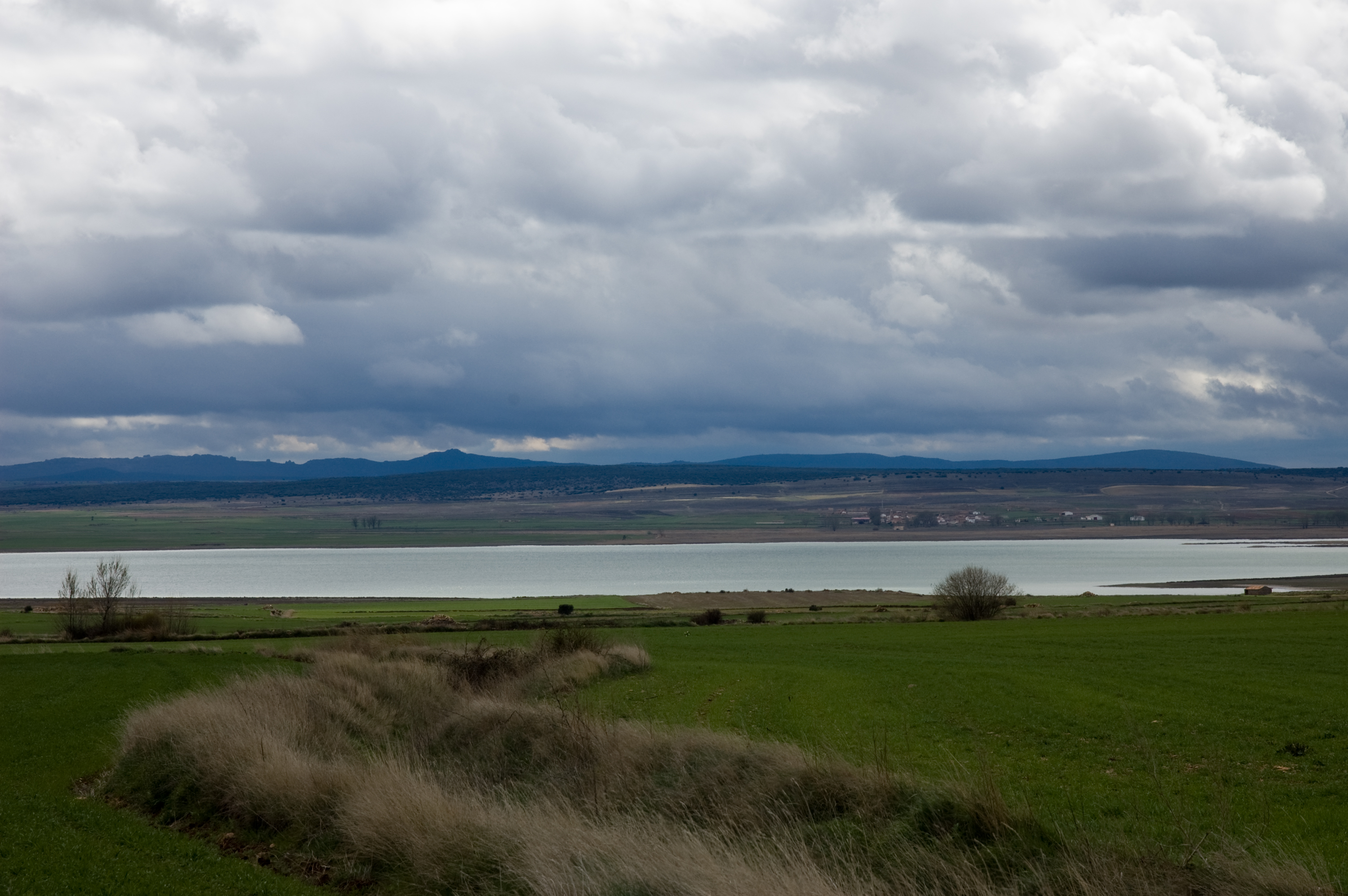
La Laguna de Gallocanta.

Se localiza entre las comarcas de Campo de Daroca y Jiloca, formando parte de los términos municipales de Santed, Gallocanta, Berrueco, Las Cuerlas, Tornos y Bello; esto es, entre las provincias de Zaragoza y Teruel.
Abarca una superficie de 1.924 ha y otras 4.553 ha de zona periférica de protección. Tiene longitud máxima de 7 km y una anchura máxima de 2 km, siendo la mayor laguna natural de la península ibérica y junto con la laguna de Fuentedepiedra (provincia de Málaga) es la mayor laguna salada de Europa.[cita requerida] Tiene una profundidad media de 70 cm y la máxima es de 2 m. La altitud oscila entre 995 y 1.085 m s. n. m.
Es un buen ejemplo de cuenca endorreica de montaña, es decir, que no tiene salida al mar. Sus aguas proceden principalmente de torrentes subterráneos, por lo que su salinidad es muy alta: diez veces superior a la del agua de mar, lo que hace que en periodos secos se lleguen a formar a en sus playas costras de sal.
La reserva natural fue declarada como tal el 30 de noviembre de 2006.
Es también LIC y ZEPA.

### Saladas de Chiprana
Se localiza en la provincia de Zaragoza, en la comarca del Bajo Aragón-Caspe, concretamente en el municipio de Chiprana.
Tiene una superficie de 155 ha, con una zona periférica de protección de 361 ha.
Fue creada el 30 de noviembre de 2006 bajo el nombre de Reserva Natural Dirigida de las Saladas de Chiprana.
Se trata de un complejo endorreico formado por 6 lagunas: la Salada Grande de Chiprana, la Salada de Roces, el Prado del Farol y otras tres más pequeñas. La Salada Grande es la única de estas características y de gran profundidad en Europa, ya que la altitud máxima del nivel del agua llega a 5,6 m en mayo. Sus aguas son salinas y trasparentes, lo que permite, al entrar la luz del sol, la fotosíntesis de las especies vegetales que viven allí.
Es también LIC.

### Sotos y Galachos del Ebro
Se localiza en el curso medio del valle del Ebro, comarca de Zaragoza, provincia de Zaragoza. Se encuentra entre los términos municipales de Alfajarín, El Burgo de Ebro, Fuentes de Ebro, Nuez de Ebro, Osera, Pastriz, La Puebla de Alfindén y Zaragoza.
Los galachos que engloba son: el galacho de la Alfranca, el de La Cartuja y el de El Burgo de Ebro. Abarca una superficie de 1.536 ha, a las que hay que añadir una zona periférica de protección de otras 1.563 ha. La altitud oscila entre 180 y 260 m s. n. m.
La reserva natural fue declarada como tal el 8 de abril de 1991 bajo el nombre de reserva natural de los Galachos de La Alfranca de Pastriz, La Cartuja y El Burgo de Ebro. Recibe el nombre actual desde el 10 de marzo de 2011.
Es también LIC y ZEPA.

## Monumentos Naturales
| Nombre                       | Provincia | Comarca                              | Extensión (ha) | % de superficie de la comunidad | Fecha de declaración   | Otros datos de interés | Foto |
| ---------------------------- | --------- | ------------------------------------ | -------------- | ------------------------------- | ---------------------- | ---------------------- | ---- |
| Glaciares Pirenaicos         | Huesca    | Alto Gállego, Ribagorza y Sobrarbe   | 3.190          | 0,07%                           | 1990, 21 de marzo      | LIC, ZEPA              |      |
| Grutas de Cristal de Molinos | Teruel    | Maestrazgo                           | 126            | 0,003%                          | 2006, 19 de septiembre | LIC, ZEPA              |      |
| Nacimiento del Río Pitarque  | Teruel    | Maestrazgo                           | 114            | 0,002%                          | 2009, 15 de diciembre  | LIC, ZEPA              |      |
| Órganos de Montoro           | Teruel    | Andorra-Sierra de Arcos y Maestrazgo | 187            | 0,004%                          | 2010, 19 de octubre    | LIC, ZEPA              |      |
| Puente de Fonseca            | Teruel    | Maestrazgo                           | 249            | 0,01%                           | 2006, 19 de septiembre | LIC, ZEPA              |      |
| Total                        | -         | -                                    | 3.866          | 0,08%                           | -                      | -                      |      |

### Glaciares Pirenaicos

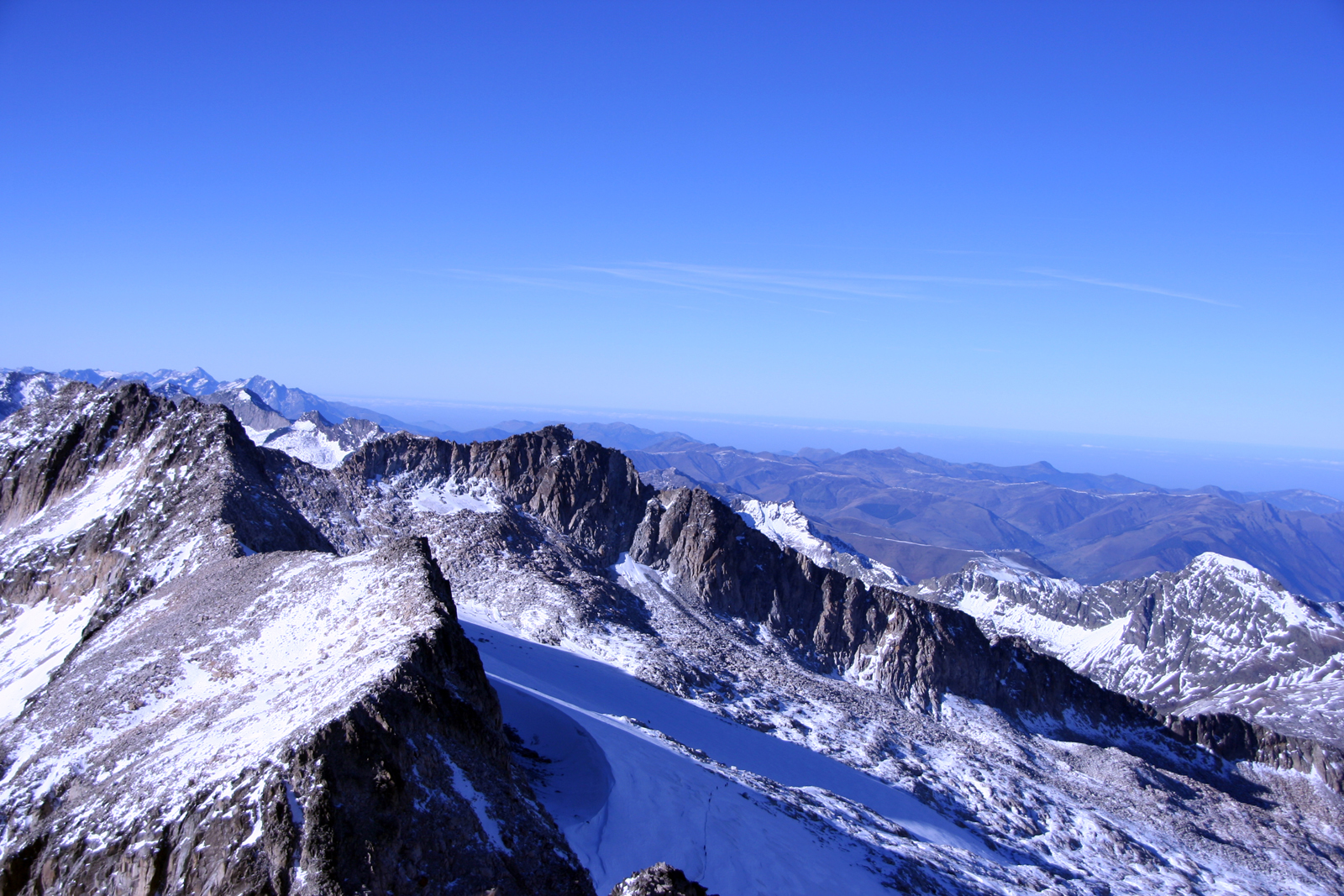
El glaciar del Aneto.

Se localiza en las comarcas de Alto Gállego, Sobrarbe y Ribagorza, provincia de Huesca. 
Tiene una superficie de 3.190 ha y otras 12.897 de zona periférica de protección. Su altitud oscila entre los 2.700 y los 3.000 m s. n. m.
El monumento natural fue declarado como tal el 21 de marzo de 1990, siendo ampliado el 23 de julio de 2002 y por última vez el 4 de septiembre de 2007.
Incluye los siguientes picos:
- Macizo de Balaitús (Sallent de Gállego)
- Picos del Infierno (Panticosa y Sallent de Gállego)
- Pico Viñamala (Torla)
- La Munia (Bielsa)
- Pico Posets (San Juan de Plan, Sahún y Benasque)
- Pico Perdiguero (Benasque)
- Pico Maladeta y Aneto (Benasque y Montanuy)
- Monte Perdido (Bielsa y Fanlo)

Es también, aunque parcialmente, LIC y ZEPA.

### Grutas de Cristal de Molinos

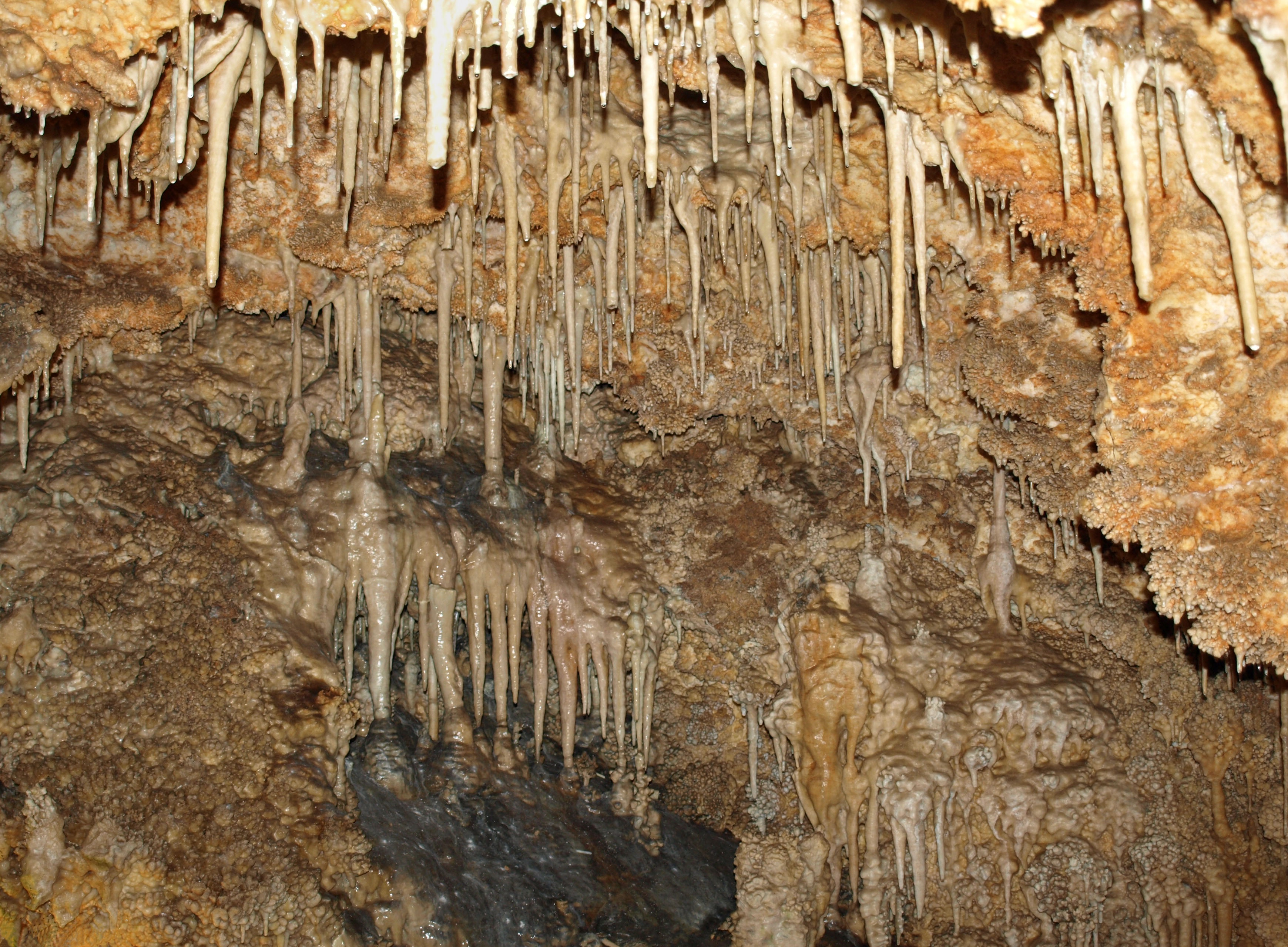
El techo de una de las grutas.

Las Grutas de Cristal son unas formaciones geológicas situadas en el término municipal de Molinos, comarca del Maestrazgo, provincia de Teruel.
Tiene una extensión de 126 ha y su altitud oscila entre los 640 y 1100 m s. n. m.
Fueron declaradas monumento natural el 19 de septiembre de 2006.
Es también LIC y ZEPA.

### Nacimiento del Río Pitarque
Se localiza en el municipio de Pitarque, comarca del Maestrazgo, provincia de Teruel.
Tiene una superficie de 114 ha en los alrededores del nacimiento del río Pitarque. La altitud en el monumento natural oscila entre los 1.010 y los 1.450 m s. n. m. Fue declarado como tal el 15 de diciembre de 2009.
Es también LIC y ZEPA.

### Órganos de Montoro

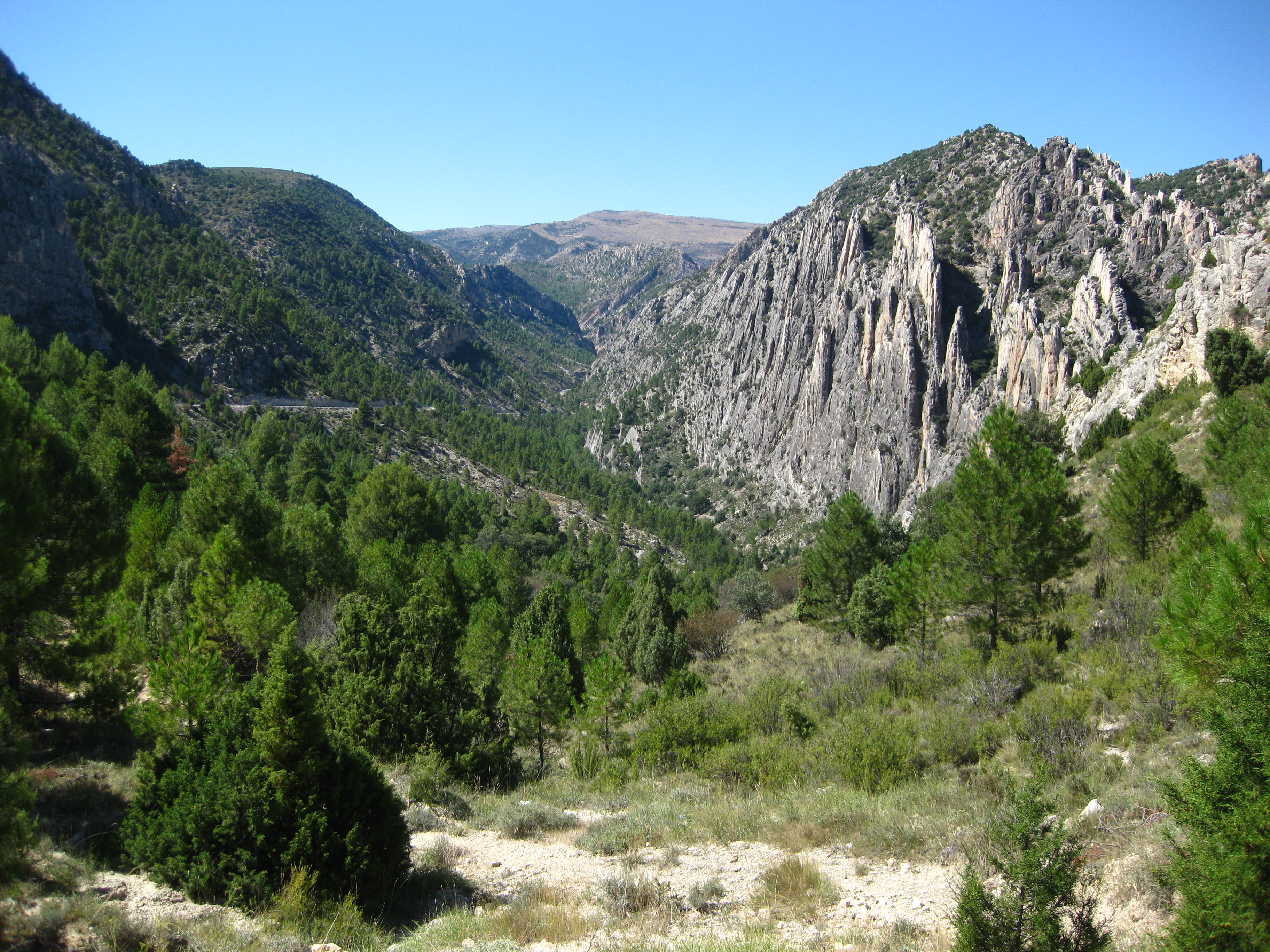
Los órganos de Montoro.

Se localiza entre los términos municipales de Villarluengo y Ejulve, comarcas de Maestrazgo y Andorra-Sierra de Arcos, provincia de Teruel.
Tiene una superficie de 187 ha. La altitud oscila entre 800 m s. n. m. en el río Guadalope y 1.183 en la peña de los Órganos.
El monumento natural fue declarado como tal el 19 de octubre de 2010.
Es también LIC y ZEPA.

### Puente de Fonseca
Se localiza en el municipio de Castellote, comarca del Maestrazgo, provincia de Teruel.
Tiene una superficie de 249 ha. La altitud oscila entre 640 y 1100 m s. n. m.
El monumento natural fue declarado como tal el 19 de septiembre de 2006.
El entorno aún sigue recuperándose del incendio en el año 1994.
Es también LIC y ZEPA.

## Paisajes Protegidos
| Nombre                            | Provincia | Comarca                                  | Extensión (ha) | % de superficie de la comunidad | Fecha de declaración | Otros datos de interés | Foto |
| --------------------------------- | --------- | ---------------------------------------- | -------------- | ------------------------------- | -------------------- | ---------------------- | ---- |
| Foces de Fago y Biniés            | Huesca    | Jacetania                                | 2.440          | 0,05%                           | 2010, 13 de abril    | LIC, ZEPA              |      |
| Pinares de Rodeno                 | Teruel    | Sierra de Albarracín                     | 6.829          | 0,14%                           | 1995, 2 de mayo      | LIC                    |      |
| San Juan de la Peña y Monte Oroel | Huesca    | Alto Gállego, Hoya de Huesca y Jacetania | 9.514          | 0,20%                           | 2007, 30 de enero    | LIC, ZEPA              |      |
| Total                             | -         | -                                        | 18.783         | 0,39%                           | -                    | -                      |      |

### Foces de Fago y Biniés
Se localiza en La Jacetania, en la provincia de Huesca, entre los términos municipales de Ansó, Canal de Berdún y el Valle de Hecho.
Tiene una superficie de 2 440 ha que se dividen entre la Foz de Fago formada por el barranco Tartiste (1 158 ha) y la Foz de Biniés formada por el río Veral (1 282 ha). Las altitudes en la Foz de Fago oscilan entre los 610 m s. n. m. en el río Veral hasta los 1 267 en La Punta del Trueno, y en la Foz de Biniés oscilan entre los 675 m s. n. m. en el barranco de Fago y los 1 239 en el cerro Velezcarra.
Fue declarado como tal el 13 de abril de 2010.
Es también LIC y ZEPA.

### Pinares de Rodeno

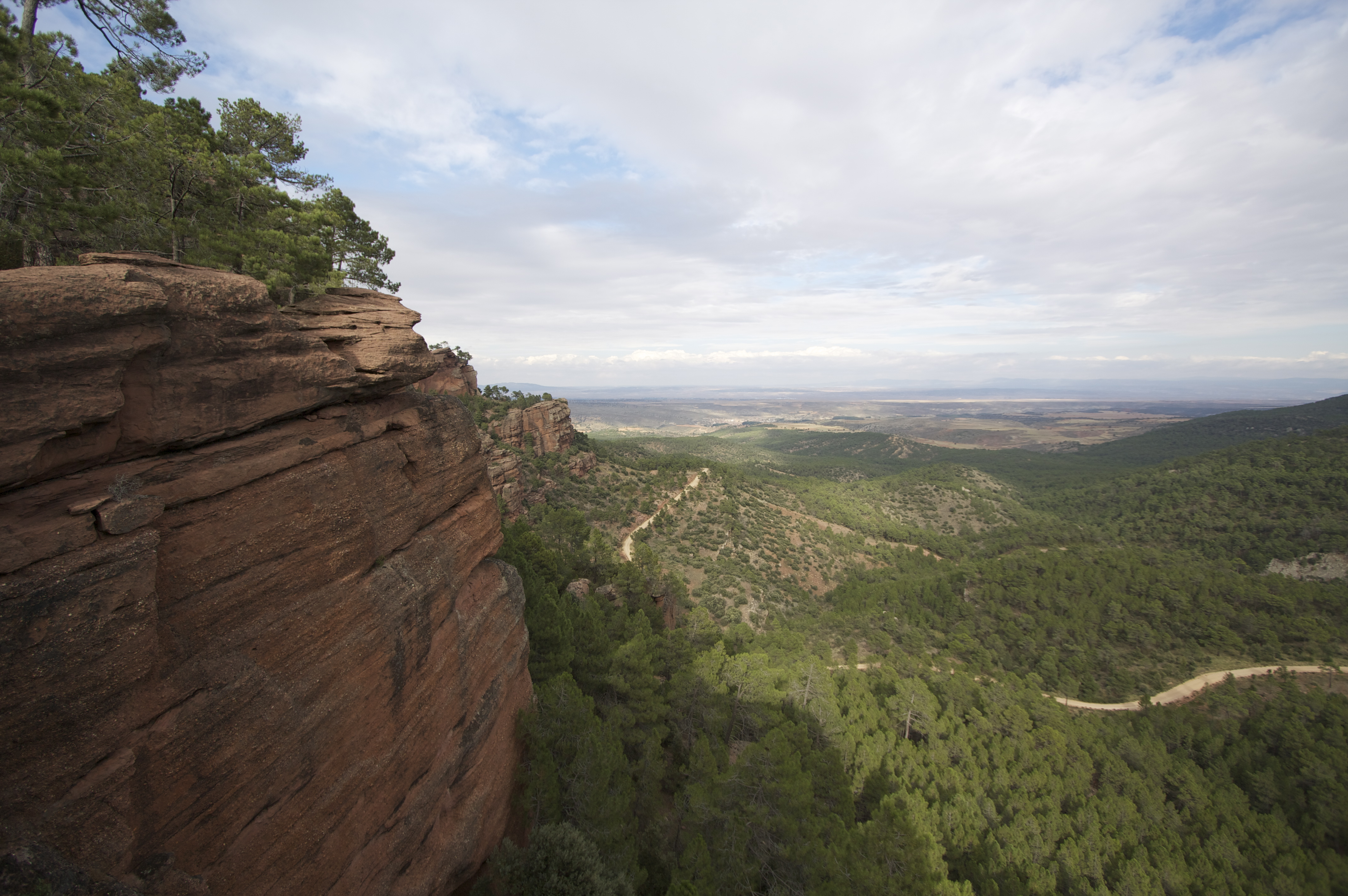
Los Pinares de Rodeno.

Se localiza en la Sierra de Albarracín, provincia de Teruel, Aragón, España. Se reparte entre los términos municipales de Albarracín, Bezas y Gea de Albarracín.
Tiene una superficie de 6 829,05 ha. La altitud oscila entre los 1 095 m s. n. m. en el barranco de Tobías y los 1 602 en el cerro de la Cruz de Montoyo.
Fue el primero en ser declarado en la provincia, el 2 de mayo de 1995, siendo posteriormente ampliado el 4 de septiembre de 2007.
Es también LIC.

### San Juan de la Peña y Monte Oroel

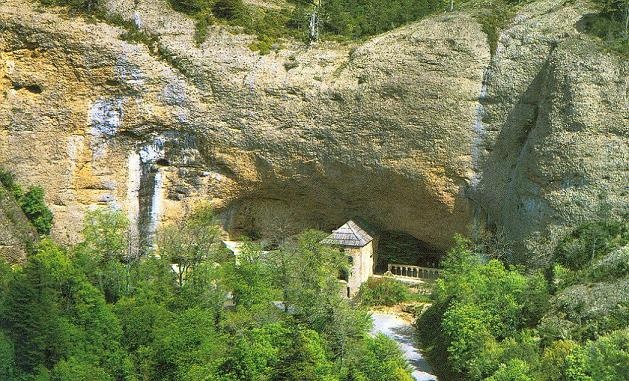
El monasterio de San Juan de la Peña.

Se localiza en la Jacetania, provincia de Huesca. Ocupa parte de los términos municipales de Bailo, Caldearenas, Jaca, Las Peñas de Riglos, Santa Cilia y Santa Cruz de la Serós. Los dos elementos que más destacan son aquellos a los que hace referencia su propio nombre: el monasterio de San Juan de la Peña y la peña Oroel.
Tiene una superficie de 9 514 ha. La altitud en el paisaje protegido oscila entre 1 000 y 1 296 m s. n. m.
En 1920 el monasterio fue declarado Sitio Nacional, siendo uno de los primeros en obtener esta declaración en España. En Aragón se le define como paisaje protegido desde el 23 de enero de 2007.
Es también LIC y ZEPA.

## Refugios de fauna silvestre
| Nombre               | Provincia         | Comarca                  | Extensión (ha) | % de superficie de la comunidad | Fecha de declaración | Otros datos de interés              | Foto |
| -------------------- | ----------------- | ------------------------ | -------------- | ------------------------------- | -------------------- | ----------------------------------- | ---- |
| Laguna de Gallocanta | Teruel y Zaragoza | Campo de Daroca y Jiloca | 6.720          | 0,0014%                         | 1995, 4 de abril     | LIC, ZEPA, Reserva Natural Dirigida |      |
| Laguna de Sariñena   | Huesca            | Los Monegros             | 604            | 0,0001%                         | 1995, 4 de abril     | ZEPA                                |      |
| Lomaza de Belchite   | Zaragoza          | Campo de Belchite        | 961            | 0,0002%                         | 1995, 4 de abril     | LIC, ZEPA                           |      |
| El Val               | Zaragoza          | Tarazona y el Moncayo    | 123            | 0,0026%                         | 2011, 4 de febrero   | ZEPA                                |      |
| Total                | -                 | -                        | 8.408          | 0,002%                          | -                    | -                                   |      |

## Red Natura 2000
La Red Natura 2000 está formada por las Zonas Especiales de Conservación (ZEC) y las Zonas de Especial Protección para las Aves (ZEPA). También existen los Lugares de Importancia Comunitaria (LIC), seleccionados por la Unión Europea, que en el momento en que sean designados por el Estado pasarán a denominarse ZEC.
Hoy en día la Red Natura 2000 en Aragón está constituida por 201 espacios, lo que supone 13.612 km² y el 28 % de su territorio.
| Red Natura 2000 | N.º lugares | Superficie (km²) | % de Aragón |
| --------------- | ----------- | ---------------- | ----------- |
| ZEPAs           | 45          | 8.492            | 17,8%       |
| LICs            | 156         | 10.461           | 21,9%       |
| Total           | 201         | 13.612           | 28,5%       |